# Кошегочек
Кошегочек — река на юге полуострова Камчатка. Протекает по территории Усть-Большерецкого района Камчатского края России.
Длина реки — 63 км, площадь водосборного бассейна — 578 км². Берёт исток с восточного склона безымянной горы высотой 842 м, протекает преимущественно в западном направлении, впадает в Охотское море.
Река названа по искажённому имени жившего поблизости тойона Кожохчи. Ительменское название реки — Кылхта.

## Притоки
Объекты перечислены по порядку от устья к истоку.
- 2 км: Межозёрный[4]
- 10 км: Левый Кошегочек
- 17 км: Поперечная

По данным государственного водного реестра России относится к Анадыро-Колымскому бассейновому округу.